# 格里格拉 (明尼蘇達州)
格里格拉（英語：Grygla，/ˈɡrɪɡlə/ GRIG-lə）是一個位於美國明尼蘇達州馬歇爾縣的城市。

## 人口
根據2020年美國人口普查的數據，格里格拉的面積為1.50平方千米，皆為陸地。當地共有人口180人，而人口密度為每平方千米120人。